# بوليدوروس الطروادي

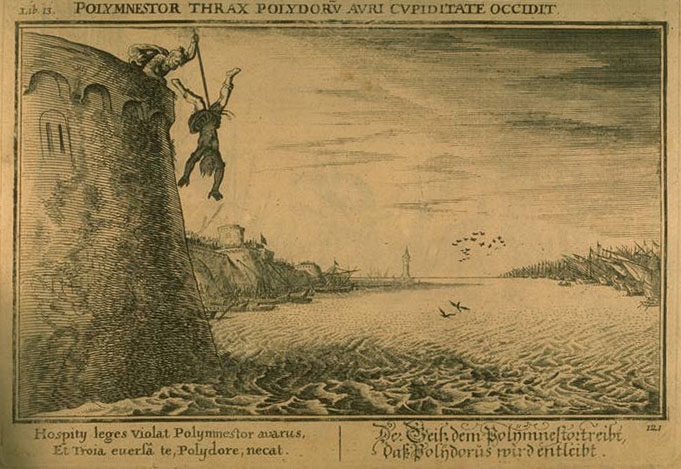

بوليدوروس (اليونانية القديمة: Πολύδωρος، أي المواهب العديدة) هو الابن الأصغر لبريام وهيكوبا في أساطير حصار طروادة. يُعتبر بوليدوروس مثال على الطبيعة المتغيرة للأسطورة، إذ يختلف دوره وقصته بشكل كبير في التقاليد والمصادر المختلفة.

## الأسطورة

### في الإلياذة
صُوّر بوليدوروس بإيجاز في ملحمة هوميروس اليونانية الإلياذة على أنه عدو لآخيل. وفقًا لهذا المصدر، كان بوليدوروس الابن الأصغر لبريام، لذا لم يسمح له والده بالقتال. ولكن، يراه آخيل في ساحة المعركة يتباهى بسرعته الكبيرة في الركض عبر الصفوف ويرميه برمح، منهيًا حياته. دفعت رؤية مقتل شقيقه بوليدوروس هيكتور لتحدي آخيل.

### فيهيكوبا والتحولات
يُعد شبح بوليدوروس في تراجيديا يوربيدس هيكوبا أحد الشخصيات، ويُعتبر موته سبب الصراع الرئيسي في المسرحية. يقدم شبح بوليدوروس مقدمة المسرحية، موضحًا أنه أُرسل إلى تراقيا تحت حماية الملك بوليمستور للنجاة في حالة سقوط طروادة. أرسل بريام الذهب مع ابنه بحيث يمكن لابنه الاستمرار في إعالة نفسه إذا سقطت طروادة، ولكن بمجرد سقوط طروادة، يقتل بوليمستور بوليدوروس برميه في البحر ويسرق الذهب. يتأسّف بوليدوروس لحقيقة غرق جسده في البحر دون طقوس وفاة لائقة.
في وقت لاحق من المسرحية، تخبر امرأة عبدة هيكوبا أنه عُثر على جثة بوليدوروس بعد أن جرفتها الأمواج إلى الشاطئ. تشرح هيكوبا أنها رأت قاتل بوليدوروس في حلمها وهو بوليمستور. تشرع هيكوبا في الانتقام لمقتل ابنها بقتل أبناء بوليمستور وإعمائه، بمساعدة أجاممنون والنساء الأسيرات الأخريات. تُعد قصة بوليدوروس هذه ذاتها موضوع جزء في التحولات لأوفيد.

### في الإنيادة
في ملحمة فرجيل الرومانية الإنيادة، هبط أينياس في تراقيا على أمل إنشاء مستعمرة لشعبه. كانت الأرض مترعة بالنباتات المختلفة، وعندما بدأ أينياس في اقتلاع شجيرة الآس، التي رأها تنمو على تل غامض، ليتمكن من حماية مذبح كان قد صنعه للتو من الأغصان. بدأت الفروع بإفراز الدم عند اقتلاعها. وبدأ النبات في الكلام موضحًا أنه بوليدوروس –إذ علقت الرماح التي استُخدمت لقتله في الأرض وتجذرت، وتحولت إلى نباتات. وأوضح أن بريام أرسل بوليدوروس إلى تراقيا مع دفعة للملك التراقي حتى يحميه إذا سقطت طروادة. وعندما سقطت طروادة، خرق الملك اتفاقيته مع الطروادين، وقتل بوليدوروس ليتقرب من أجاممنون ويحتفظ بالدفعة. ثم يمضي أينياس في منح بوليدوروس دفنًا لائقًا.

### في فابولاي
وفقًا لرواية هيغينوس فابولاي، عهد بريام وهيكوبا بتربية بوليدوروس إلى أخته، إليونا، التي كانت زوجة بوليمستور. ولضمان سلامة بوليدوروس، ربته باعتباره ابنها، بينما ربت ابنها وابن بوليمستور الحقيقي، ديبيلوس، باعتباره أخاها. بعد سقوط طروادة، عرض الأخايون على بوليمستور تزوجيه اليكترا ابنة أجاممنون إذا قتل بوليدوروس. وافق بوليمستور، ولكنه قتل ديبيلوس بدلًا من بوليدوروس، بسبب التبديل الذي قامت به أليونا.
عندما حدث هذا، ذهب بوليدوروس إلى وسيط وحي أبولو لمعرفة أصله الحقيقي. قيل له هنا أن مدينته دُمرت ووالده قُتل ووالدته أُسرت. عند عودته إلى المنزل، كان ما يزال يعتقد أنه ابن بوليميستور وإليونا، سأل إليونا عن سبب خطأ وسيط الوحي، فأخبرته أليونا بحقيقة أسلافه. لذا شرع بإعماء وقتل بوليمستور متبعًا نصيحة أخته.